# Хвольсон (лунный кратер)
Кратер Хвольсон (лат. Khvolʹson) — крупный древний ударный кратер в экваториальной области обратной стороны Луны. Название присвоено в честь российского и советского учёного-физика Ореста Даниловича Хвольсона (1852—1934); утверждено Международным астрономическим союзом в 1970 г. Образование кратера относится к нектарскому периоду.

## Описание кратера
Ближайшими соседями кратера являются кратер Пастер на западе-северо-западе; кратер Мейтнер на севере; кратер Кондратюк на востоке и кратер Гильберт на юго-западе. Селенографические координаты центра кратера 14°08′ ю. ш. 111°52′ в. д. / 14,13° ю. ш. 111,87° в. д., диаметр 55,9 км, глубина 2,4 км.
Кратер Хвольсон имеет близкую к циркулярной форму  с небольшими впадинами с западной и юго-восточной части и значительно разрушен. Вал сглажен, в северной части сравнялся с окружающей местностью. Внутренний склон вала гладкий. Чаша кратера пересеченная, в северо-восточной части чаши расположен приметный сателлитный кратер Хвольсон C.

## Сателлитные кратеры
| Хвольсон | Координаты                                              | Диаметр, км |
| -------- | ------------------------------------------------------- | ----------- |
| C        | 13°49′ ю. ш. 112°13′ в. д. / 13,82° ю. ш. 112,21° в. д. | 12,7        |

## См.также
- Список кратеров на Луне
- Лунный кратер
- Морфологический каталог кратеров Луны
- Планетная номенклатура
- Селенография
- Минералогия Луны
- Геология Луны
- Поздняя тяжёлая бомбардировка